# Поклонението на влъхвите (Леонардо)
Поклонението на влъхвите е незавършена картина на италианския художник Леонардо да Винчи, която днес се съхранява в галерия Уфици. Поръчана е от монасите-августинци от манастира Сан Донато в Скопето през 1481 г., но така и остава незавършена, доколкото след година художника отива в Милано и поръчителите, загрижени, че той се бави, се обръщат към Фра Филипо Липи (чието „Поклонение на влъхвите“ също се намира в галерия Уфици).
Композицията на картината е необичайна и почти няма аналог в италианската живопис. На заден план се виждат развалините на някакъв дворец (според някои версии – това е езически храм), конници, едва забележими скали в далечината. В центъра на картината е представена Мария и новородения Исус, обкръжени от, дошли да се поклонят на Сина Божи, поклонници. Свободното място на преден план е предназначено за зрителя. Младият човек вдясно, вероятно е самия Леонардо на възраст 29 г.